# Limelight (1952)
Limelight is een Amerikaanse filmkomedie uit 1952 onder regie van Charlie Chaplin.
Twintig jaar na de première werd de titelsong van Raymond Rasch en Larry Russell bekroond met een Oscar.

## Verhaal
Calvero was eens een gevierd komiek, maar thans begint zijn roem te tanen. Hij ontmoet een danseres die even ongelukkig is als hijzelf. Samen trachten ze weer gelukkig te worden.

## Rolverdeling
| Acteur               | Personage         |
| -------------------- | ----------------- |
| Charlie Chaplin      | Calvero           |
| Claire Bloom         | Terry             |
| Buster Keaton        | Calvero's partner |
| Nigel Bruce          | Postant           |
| Sydney Earle Chaplin | Neville           |
| Norman Lloyd         | Bodalink          |
| Melissa Hayden       | Danseres          |